# عزلة بني مرجف (ذمار)

تعديل مصدري - تعديل

عزلة بني مرجف هي إحدى عزل مديرية وصاب السافل في محافظة ذمار اليمنية ويبلغ تعداد سكانها 5576 نسمة حسب التعداد السكاني في اليمن لعام 2004.
يحد العزلة من الشرق عزلة بني معانس وعزلة بني عريف ومن الشمال عزلة بني سوادة ومن الغرب عزلة المغارب ومن الجنوب عزلة بني حطام و عزلة المصباح كما تمتاز بالطبيعة الخلابة و تشهد تطورا معماريا و حضاريا حيث تشهد العزلة بالتعاونيات في شق و رصف الطرقات و تعبيدها بتعاون المجتمع و الصندوق و يوجد في العزلة 5 مدارس اعدادية و مدرسة ثانوية و مركز صحي  

## روابط خارجية
- الجهاز المركزي للإحصاء بالجمهورية اليمنية
- المركز الوطني للمعلومات باليمن
- World Gazetteer:Yemen
- الدليل الشامل